# Faucogney-et-la-Mer
Faucogney-et-la-Mer ist eine französische Gemeinde mit 446 Einwohnern (Stand 1. Januar 2022) im Département Haute-Saône in der Region Bourgogne-Franche-Comté; sie gehört zum Arrondissement Lure und zum Kanton Mélisey. Die Bewohner werden Falconiens und Falconiennes genannt.

## Geografie
Faucogney-et-la-Mer liegt auf einer Höhe von 364 m über dem Meeresspiegel, 16 Kilometer nordöstlich von Luxeuil-les-Bains und etwa 23 Kilometer nördlich der Stadt Lure (Luftlinie). Die Streusiedlungsgemeinde erstreckt sich im Nordosten des Departements, im Tal des Breuchin in den südwestlichen Ausläufern der Vogesen.
Die Fläche des 14,14 km² großen Gemeindegebiets umfasst einen Abschnitt der von Tälern durchzogenen Plateaulandschaft am Südwestrand der Vogesen. Von Norden nach Süden wird das Gebiet vom Tal des Breuchin durchquert, in den hier der Beuletin einmündet. Die Entwässerung erfolgt zur Lanterne. Die schmale Talaue liegt durchschnittlich auf 360 m und weist eine Breite von maximal einem Kilometer auf. Sie wird überwiegend landwirtschaftlich genutzt.

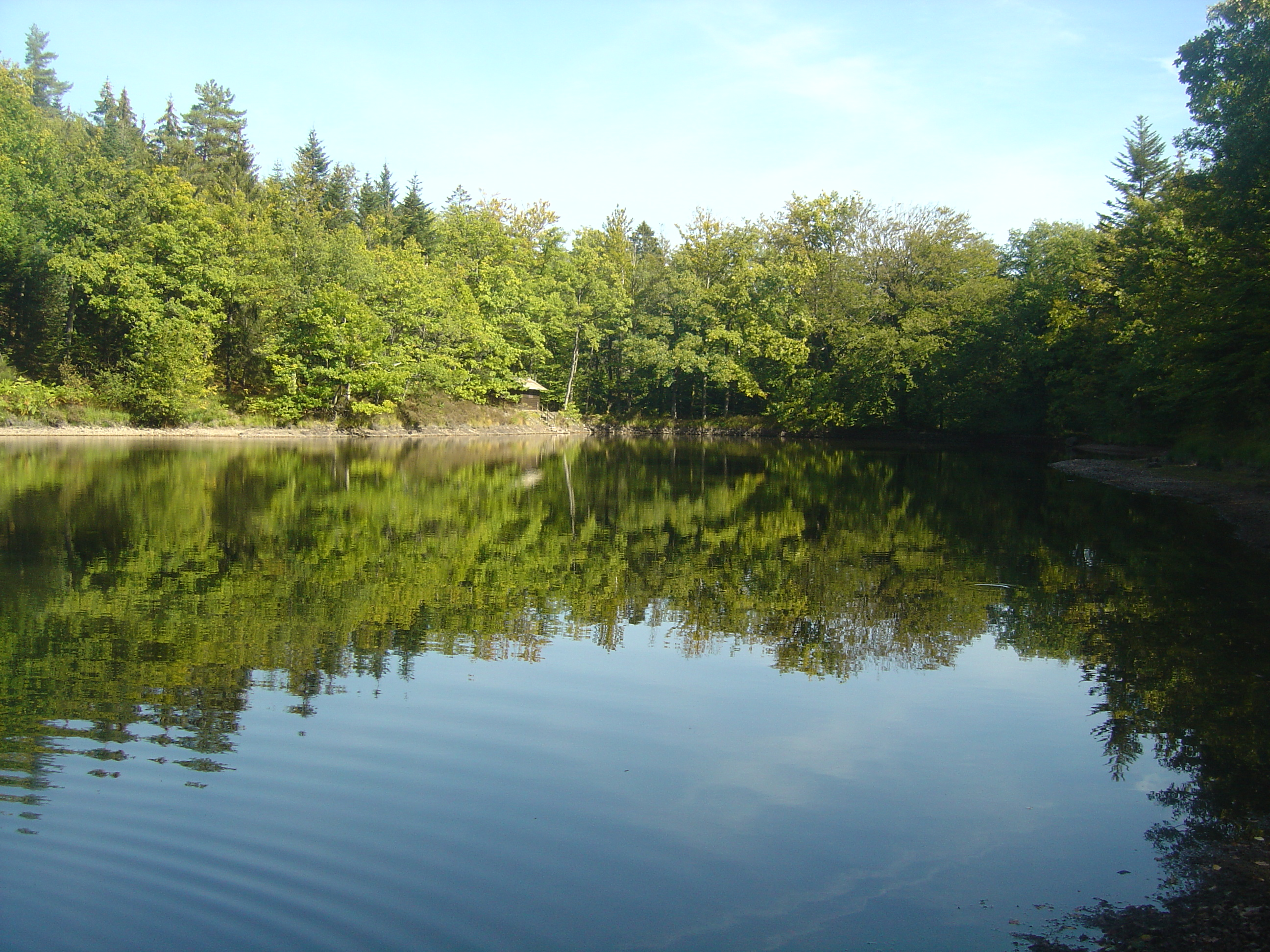
Étang Girard

Das Tal des Breuchin ist an der Durchbruchstelle auf Höhe von Faucogney mehr als 200 m tief in das umgebende Hochplateau eingesenkt. Die steilen, meist bewaldeten Hänge werden durch verschiedene kurze Seitenbäche des Breuchin untergliedert. Nach Osten reicht der Gemeindeboden bis an den Rand des Plateaus von Esmoulières. Auf seiner Westseite wird das Tal von den Höhen Bois de la Noire Epine und Faucogney le Bois flankiert. Südlich von Faucogney erhebt sich der Bergstock Montagne Saint-Martin. Mit 563 m wird oberhalb des Ortsteils La Mer die höchste Erhebung der Gemeinde erreicht. Das Plateau zeigt ein lockeres Gefüge von Wald, Weideland, Heidelandschaften und Mooren. Es erreicht eine mittlere Höhe von über 500 m. In Muldenlagen befinden sich viele Seen, die überwiegend natürlichen Ursprungs sind und während der Eiszeit durch Gletscherschliff entstanden. Einige wurden auch aufgestaut und dienen der Fischzucht.
In geologisch-tektonischer Hinsicht bestehen die Höhen teils aus Sedimenten, die während der Lias abgelagert wurden, teils tritt das kristalline Grundgestein zutage. Auf den Höhen wie auch in den Tälern finden sich Ablagerungen des Quartärs. Das gesamte Gemeindegebiet gehört zum Regionalen Naturpark Ballons des Vosges.
Faucogney-et-la-Mer besteht aus verschiedenen Siedlungen, Weilern und Gehöften:
- Faucogney (364 m) im Engtal des Breuchin, Standort der Gemeindeverwaltung
- La Mer (470 m) im Südosten zwischen Étang du Moulin und Étang des Grands Prés
- Ferrières-le-Bas (366 m) im Tal des Breuchin gegenüber von Faucogney
- Le Magny (361 m) südlicher Vorort von Faucogney

Nachbargemeinden von Faucogney-et-la-Mer sind Amont-et-Effreney im Nordwesten und Norden, Esmoulières im Nordosten, Servance-Miellin mit Servance im Osten, Ternuay-Melay-et-Saint-Hilaire im Südosten sowie Écromagny und La Voivre im Süden.

## Geschichte
Faucogney-et-la-Mer entstand am 8. Februar 1806 durch Zusammenschluss der Gemeinden Faucogney und La Mer. Faucogney und seine Burg waren Stammsitz der Herren von Faucogney, die zeitweise auch Vizegrafen von Vesoul waren.
Der bekannteste der Sires de Faucogney war Jean III. (1330/63 bezeugt), der um 1338/40 Isabella von Frankreich heiratete († nach 1363), Tochter von König Philipp V. und Witwe von Guigues VIII., Dauphin von Viennois († 1333). Er schenkte das Schloss Faucogney 1363 (seine eigene Ehe blieb kinderlos) Johann von Neuenburg (Jean de Neuchâtel, † 1369) anlässlich der Hochzeit Johanns und seiner Nichte Jeanne de Faucogney († 1373). Erbin Johann von Neuenburgs war dessen Schwester Isabella von Neuenburg, Gräfin von Nidau (siehe Liste der Herrscher von Neuenburg), die das Schloss 1370 der Witwe ihres Bruders überlässt. Deren zweiter Ehemann, Henri de Longvy, Seigneur de Rahon († 1396) (Haus Chaussin) verkauft das Schloss 1374, nach dem Tod seiner Frau, für 20.000 Goldfranken an Philipp den Kühnen, Herzog von Burgund, während Jeanne de Faucogney den gemeinsamen Sohn, Jean III. de Longvy, als Erben eingesetzt hatte.

## Bevölkerungsentwicklung
| Jahr                       | 1962 | 1968 | 1975 | 1982 | 1990 | 1999 | 2006 | 2014 | 2021 |
| -------------------------- | ---- | ---- | ---- | ---- | ---- | ---- | ---- | ---- | ---- |
| Einwohner                  | 799  | 782  | 786  | 750  | 686  | 623  | 615  | 561  | 456  |
| Quellen: Cassini und INSEE |      |      |      |      |      |      |      |      |      |

## Sehenswürdigkeiten
- Kirche St. Georg (Église Saint-Georges) aus der ersten Hälfte des 18. Jahrhunderts mit einem Kirchturm aus dem 15. Jahrhundert, seit 1979 als Monument historique eingeschrieben
- Bergkapelle St. Martin (Eglise Saint-Martin) aus dem 14. Jahrhundert, Chor und Apsis der Kirche sowie den umgebenden Friedhof sind seit 1944 in Teilen als Monument historique eingeschrieben
- Wegekreuz, genannt Croix des Morts aus dem 16. und 17. Jahrhundert, seit 1989 als Monument historique eingeschrieben
- Brunnen an der Place Poirey mit einer barocken Skulptur, 1766 errichtet und bis zur Französischen Revolution einziger Brunnen der Gemeinde, seit 1992 als Monument historique klassifiziert
- Kapelle Leiden Jesu (Chapelle Dieu de Pitiè)
- Reste der Stadtmauer aus dem 15. Jahrhundert, der übrig gebliebene Turm ist seit 1983 als Monument historique eingeschrieben

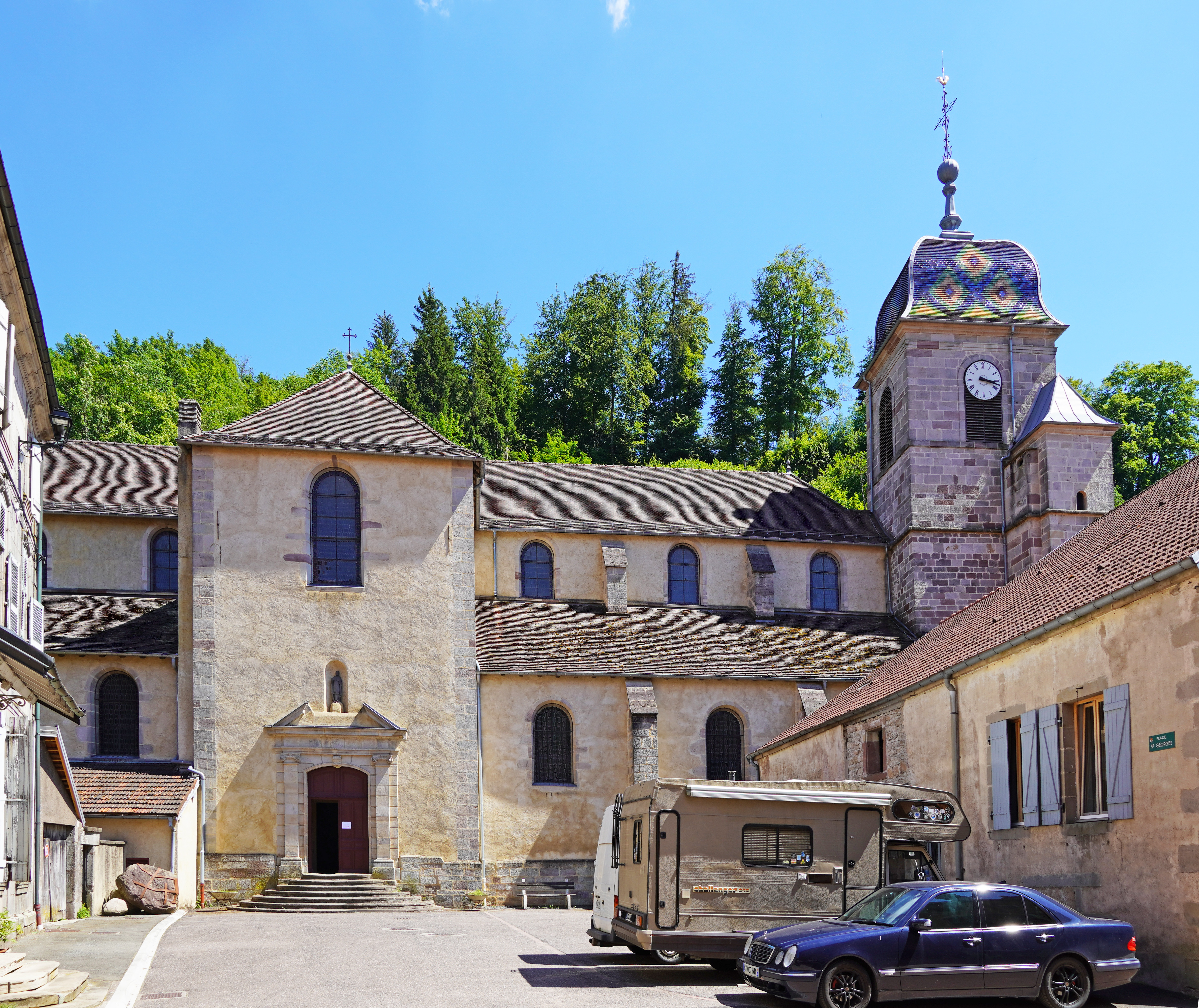
Kirche St. Georg
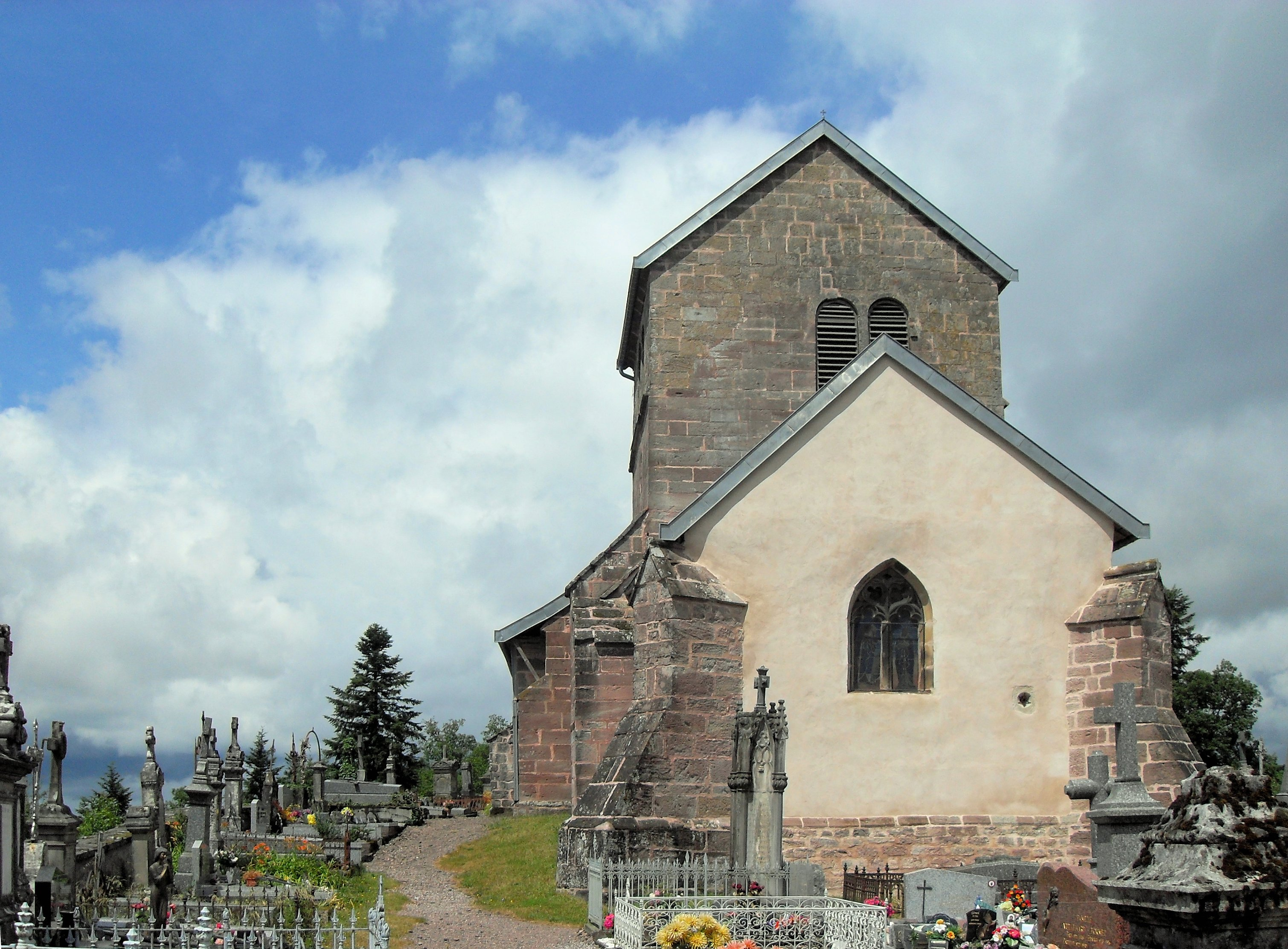
Bergkapelle und -friedhof St. Martin
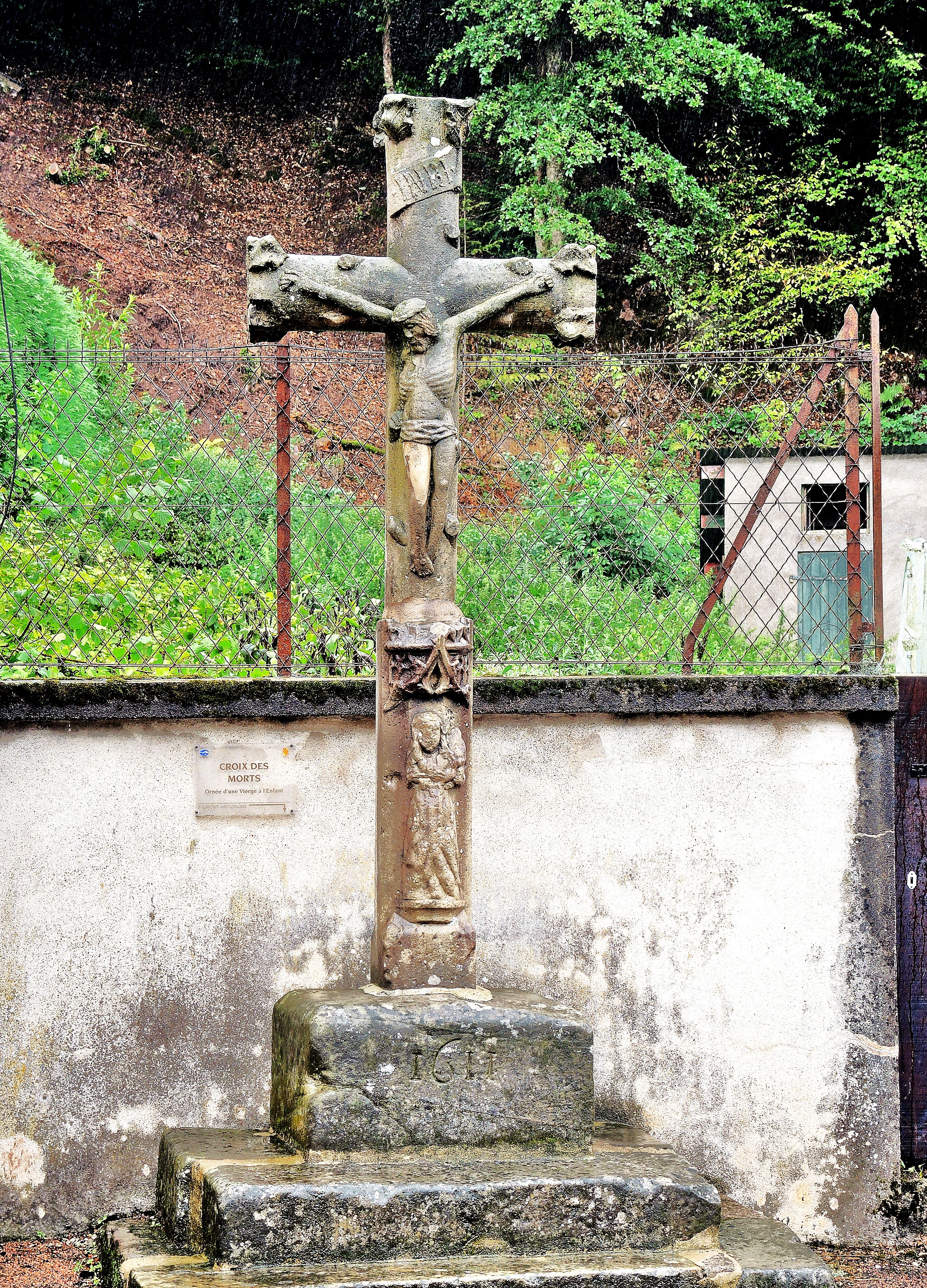
Wegekreuz
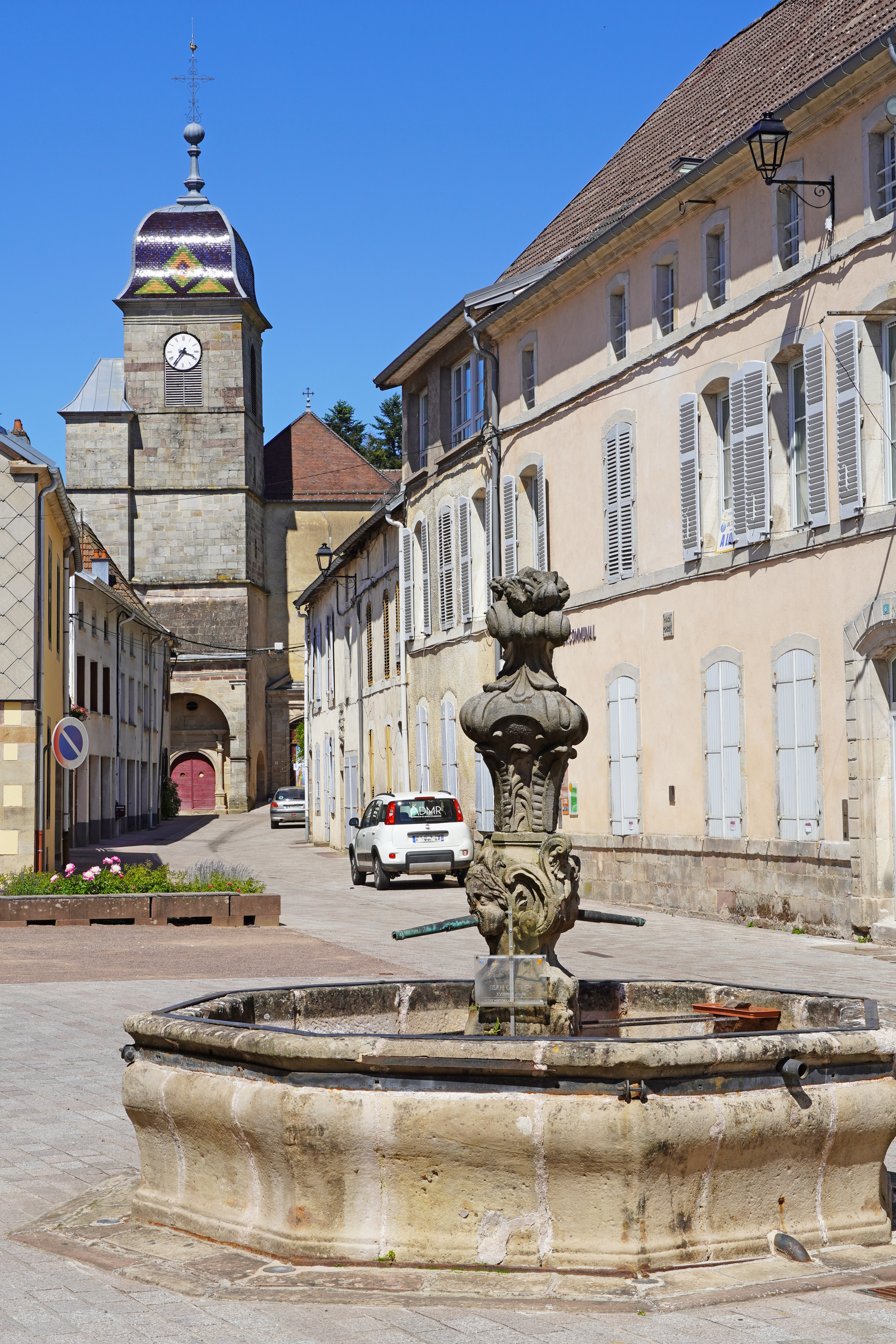
Brunnen
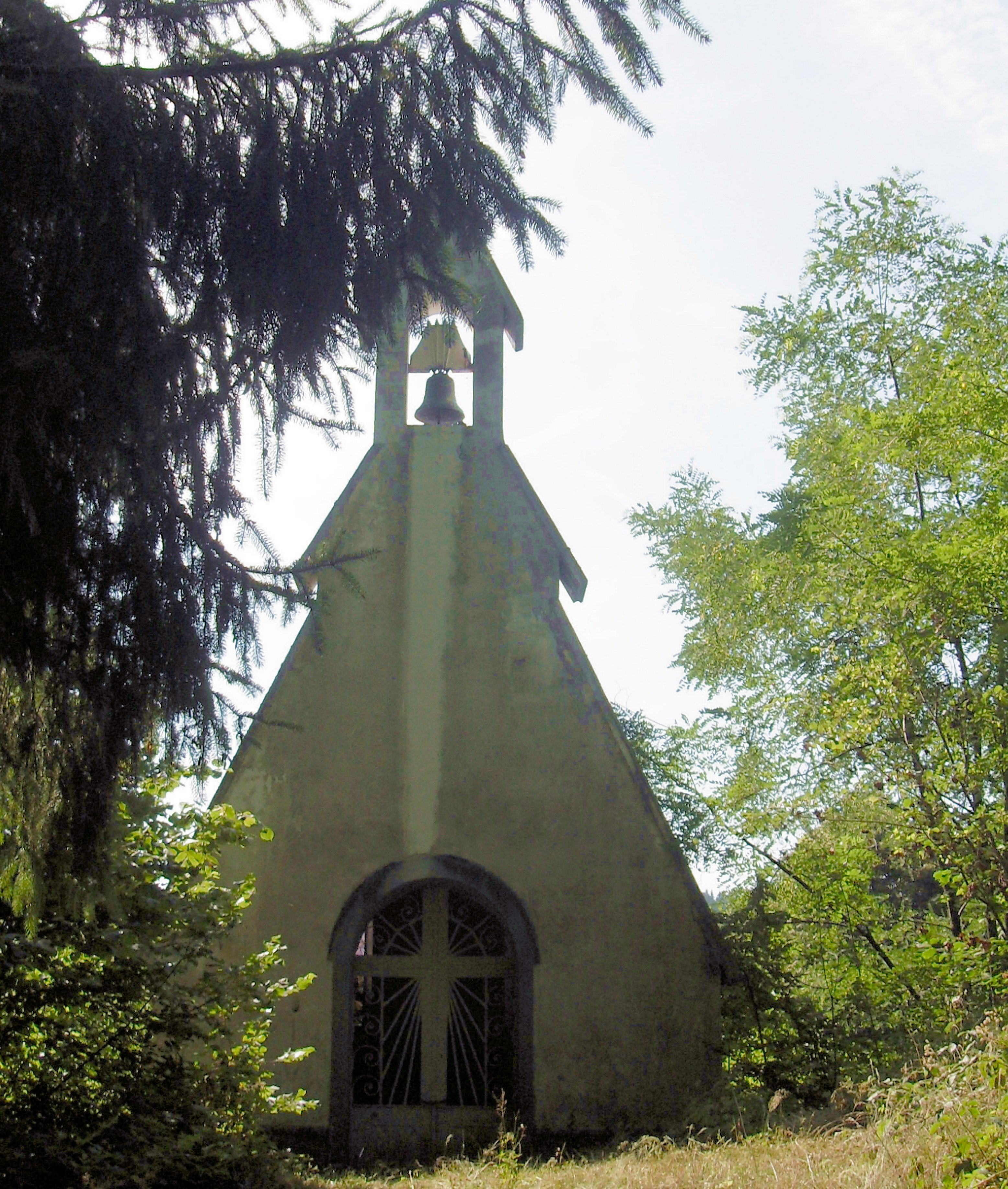
Kapelle Leiden Jesu
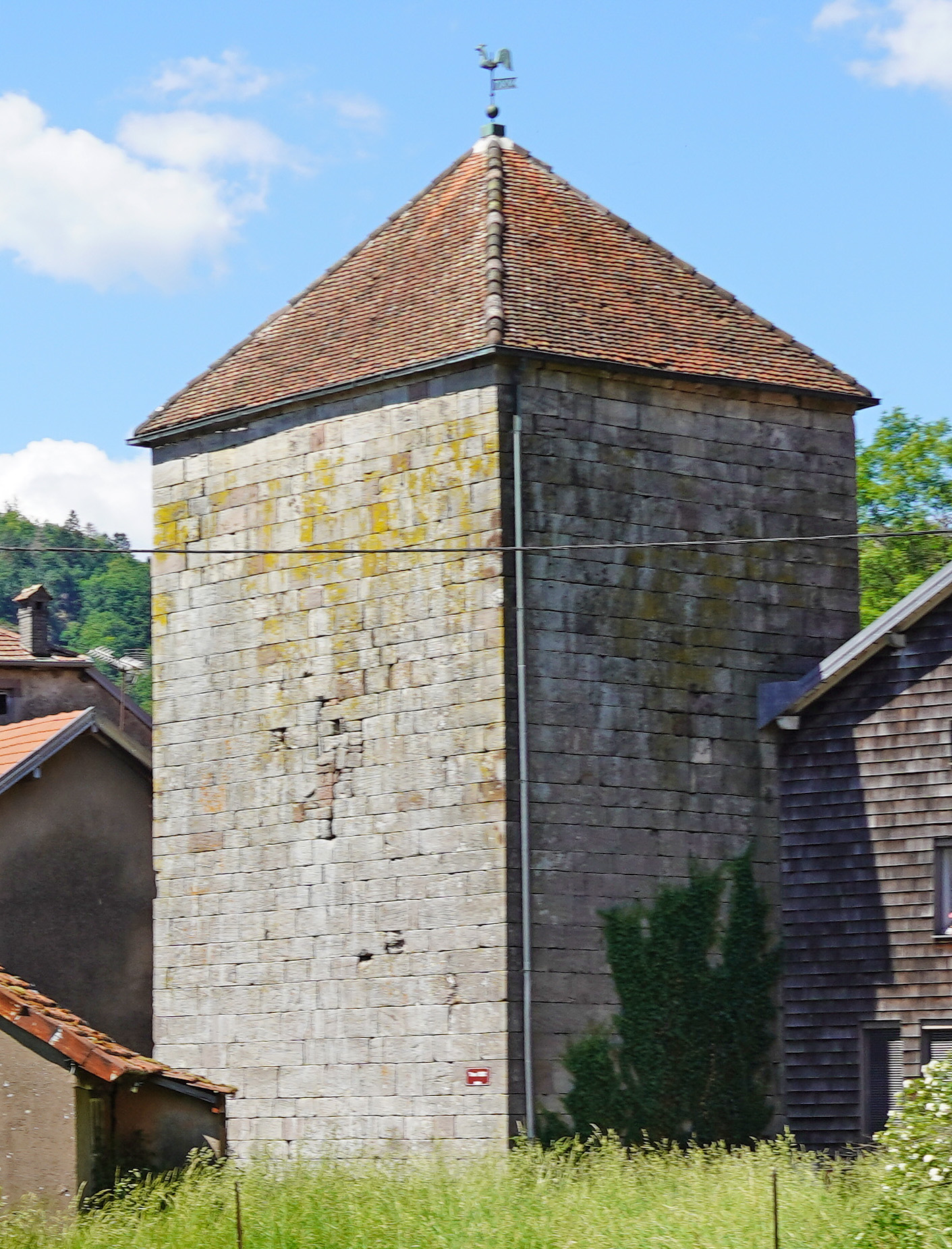
Turm der ehemaligen Stadtmauer